# Campionati canadesi di sci alpino 1972
Ai Campionati canadesi di sci alpino 1972 furono assegnati i titoli di slalom gigante e slalom speciale, sia maschili sia femminili, e di combinata femminile.
Trattandosi di competizioni valide anche ai fini del punteggio FIS, vi parteciparono anche sciatori di altre federazioni, senza che questo consentisse loro di concorrere al titolo nazionale canadese.

## Risultati
| Specialità      | Uomini          | Donne          |
| --------------- | --------------- | -------------- |
| Slalom gigante  | Masami Ichimura | Ginny Honeyman |
| Slalom speciale | Masami Ichimura | Diane Pratte   |
| Combinata       | non assegnato   | Ginny Honeyman |